# برج ریچفیلد
برج ریچفیلد یک آسمان‌خراش واقع در لس‌آنجلس، کالیفرنیا، ایالات متحده آمریکا می‌باشد. ساخت و ساز این ساختمان ۱۹۲۸ شروع شد و ۱۹۲۹ به پایان رسید. این بنا به سبک آرت دکو طراحی شده‌است.

## نگارخانه

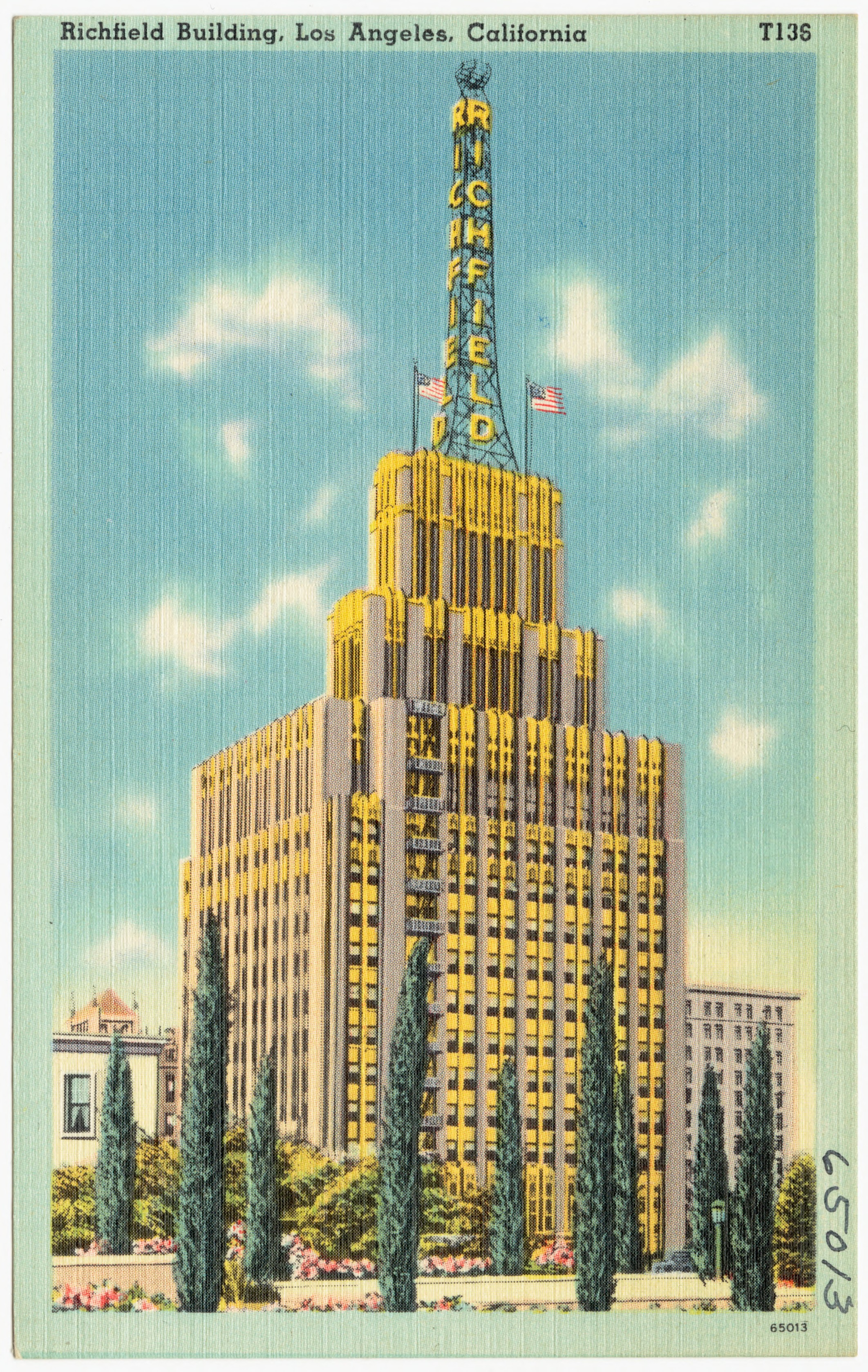
Colored postcard, before 1945.
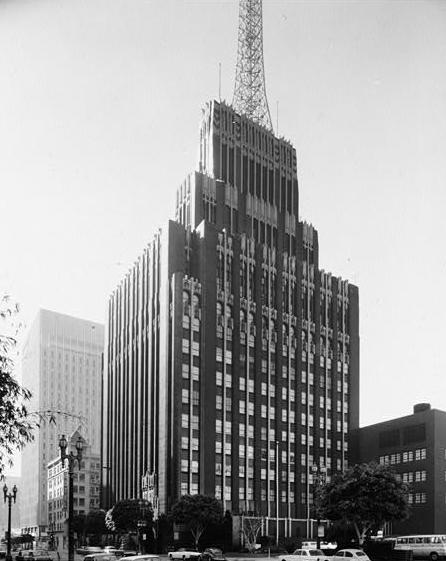
North side and east front of building, 1968.
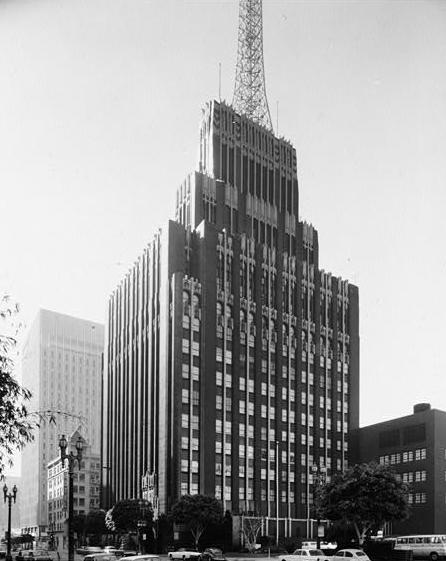
North side and east front of building, 1968.
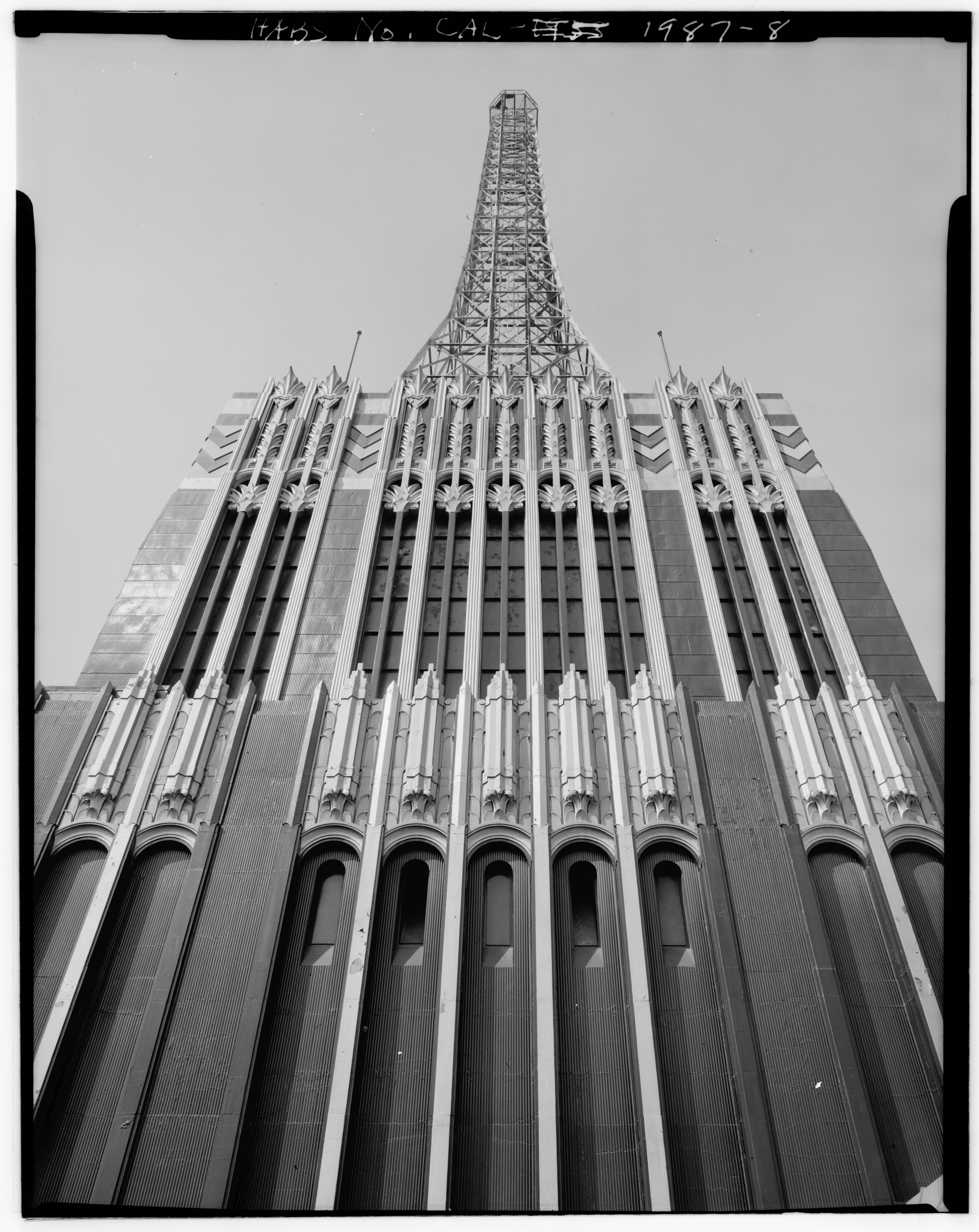
Front detail
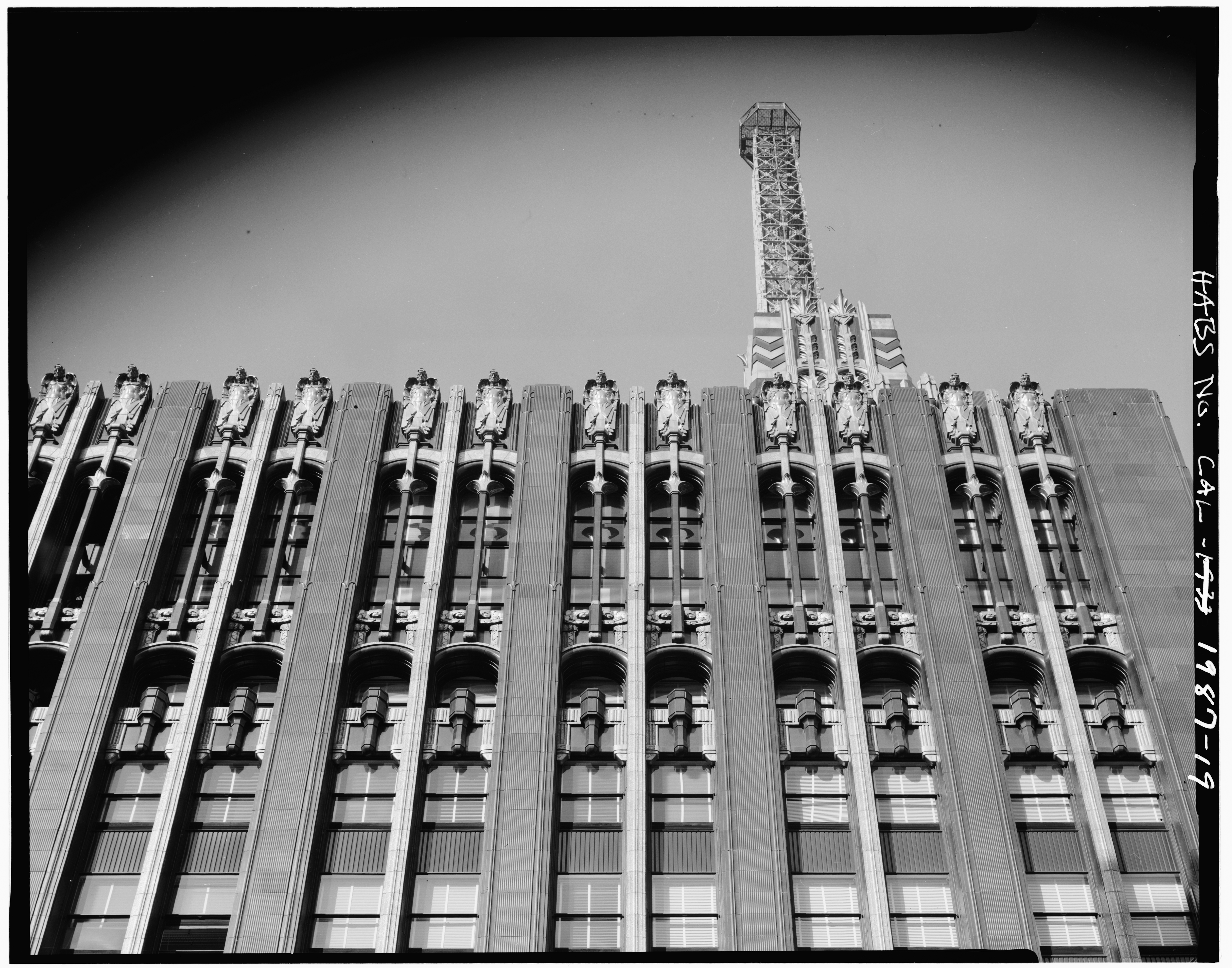
Terracotta figures at the side
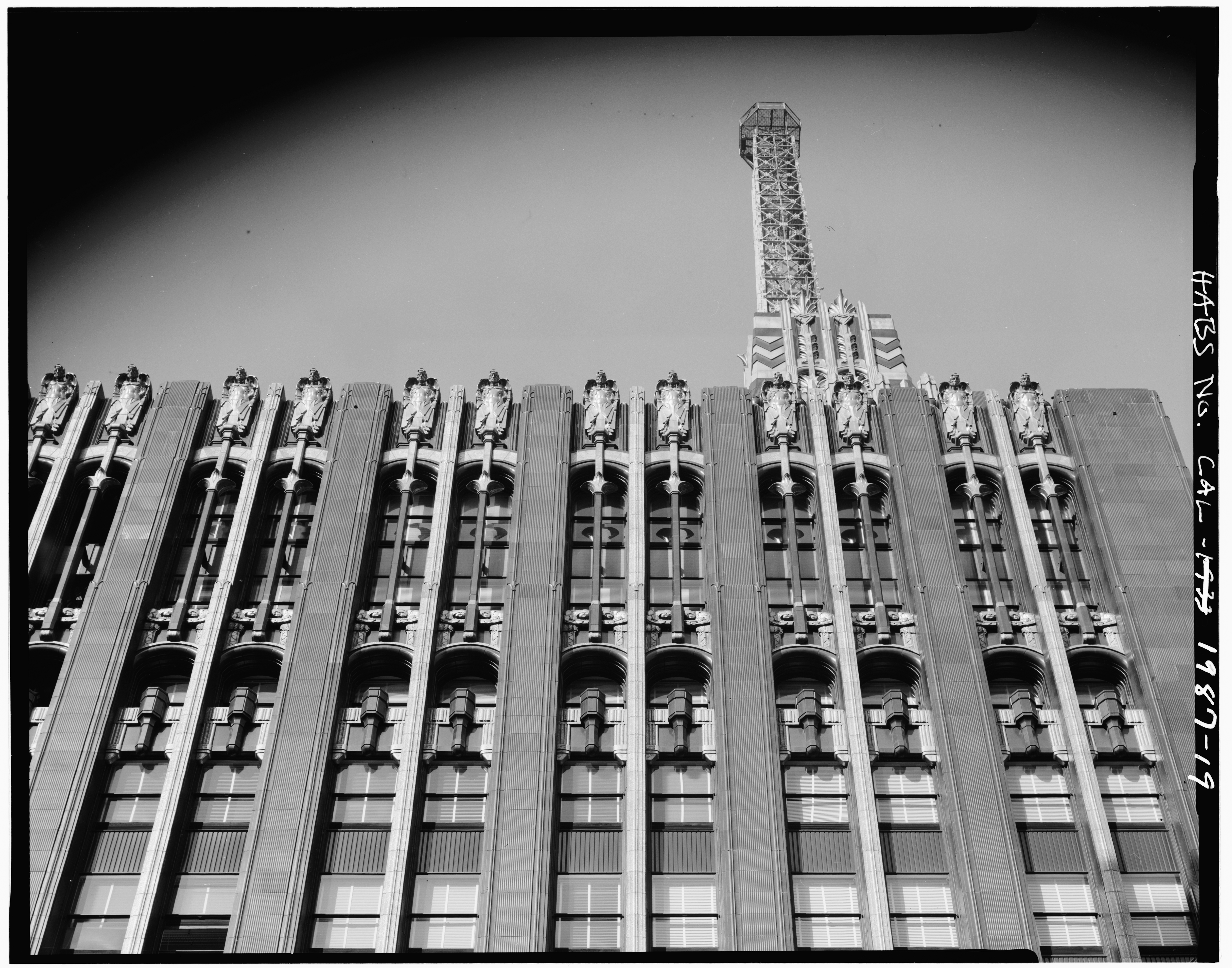
Terracotta figures در side
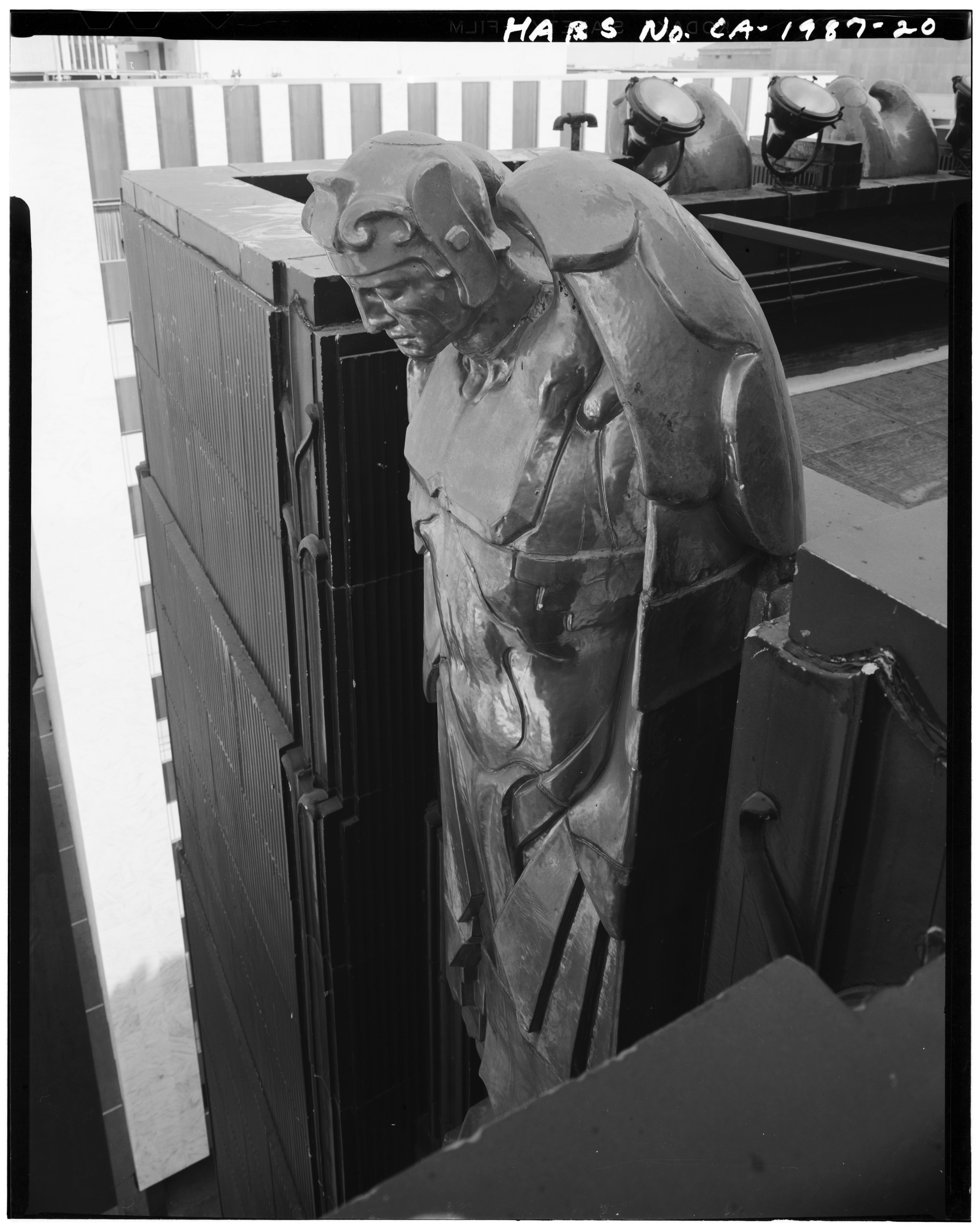
Terracotta angel, closeup
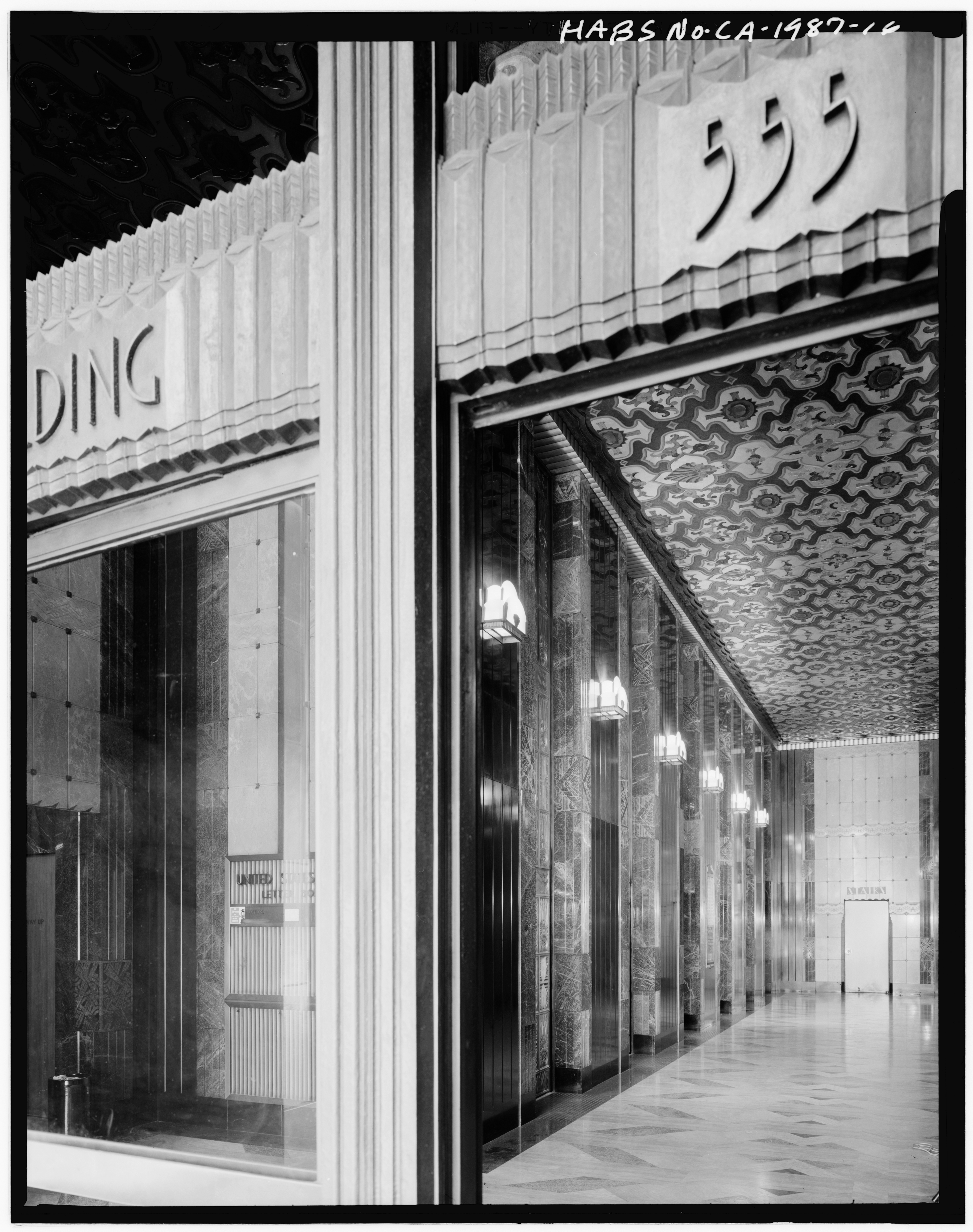
East entrance
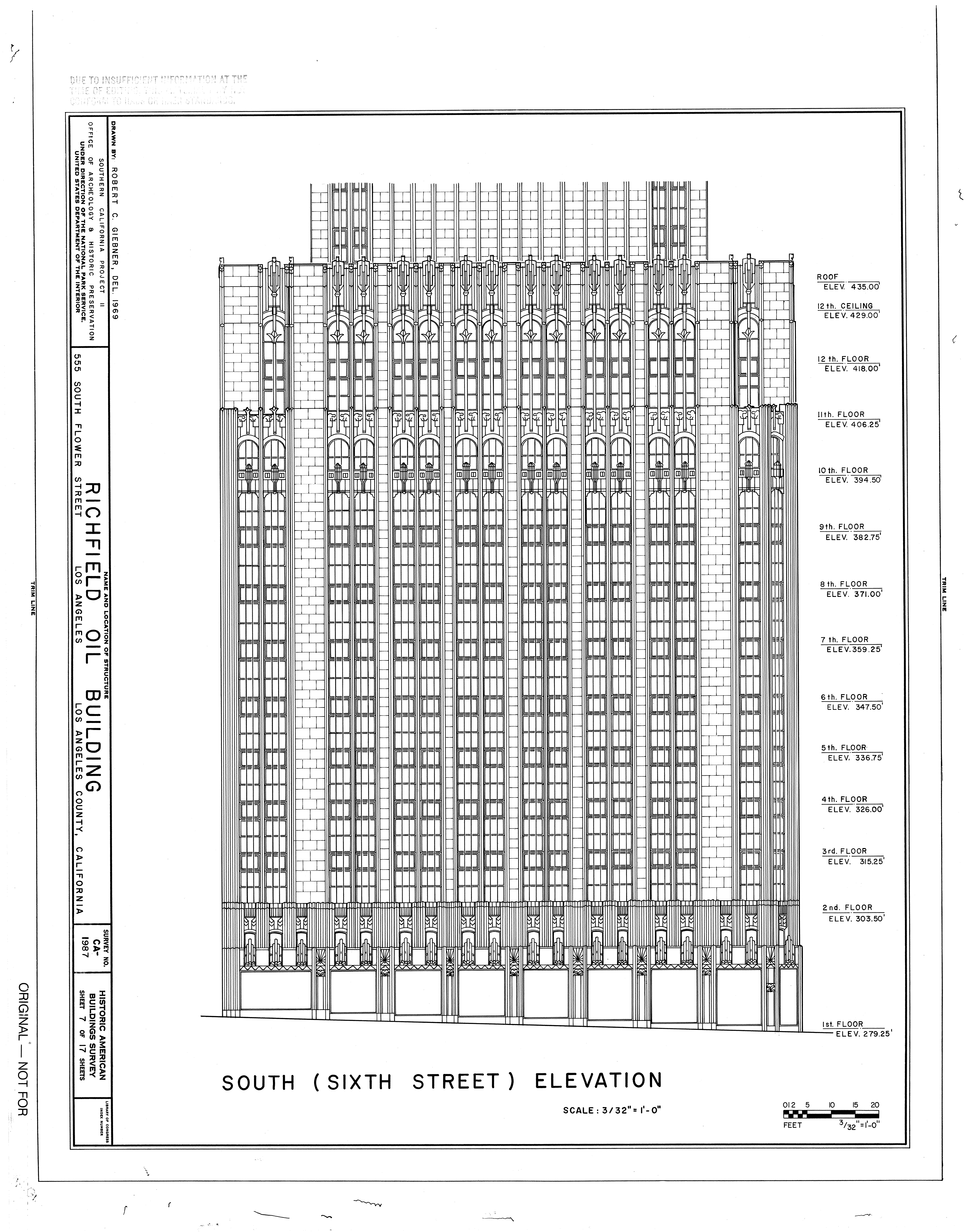
Layout